# 'т Вар
'т Вар (нід. 't Waar) — село у муніципалітеті Олдамбт у провінції Гронінген, Нідерланди.